# Hypostrymon
Genre
Hypostrymon est un genre néotropical de lépidoptères (papillons) de la famille des Lycaenidae et de la sous-famille des Theclinae, originaires d'Amérique.

## Taxonomie
Le genre Hypostrymon a été décrit par l'entomologiste américain Harry Kendon Clench en 1961.
Son espèce type est Thecla critola Hewitson, 1874.

## Liste des espèces et distributions géographiques
Ce genre comprend 4 espèces décrites, présentes dans le Sud de l'Amérique du Nord, en Amérique centrale et dans le Nord de l'Amérique du Sud,, :
- Hypostrymon critola (Hewitson, 1874) — présent dans le Sud de l'Arizona et l'Ouest du Mexique,
- Hypostrymon renidens (Draudt, 1920) — présent au Pérou,
- Hypostrymon aepeona (Draudt, 1920) — présent au Pérou,
- Hypostrymon asa (Hewitson, 1868) — présent du Guatemala au Brésil et en Guyane,

auxquelles s'ajoutent 5 espèces non décrites,,.